# Mjanma na Letnich Igrzyskach Olimpijskich 2004
Mjanmę na Letnich Igrzyskach Olimpijskich 2004 reprezentowały dwie zawodniczki.

## Skład kadry

### Łucznictwo
- Thin Thin Khaing

indywidualnie → odpadła w 1/32 finału (przegrała z Małgorzatą Sobieraj). Zajęła w ogólnej klasyfikacji 38. miejsce z dorobkiem 622 punktów.

### Podnoszenie ciężarów
- Aye Khine Nan

Kategoria do 48 kg → początkowo zajęła 4. miejsce, ale jej wynik został anulowany z powodu pozytywnego wyniku testu antydopingowego.